# 漢台区
漢台区（かんたい-く）は中華人民共和国陝西省漢中市に位置する市轄区。

## 行政区画
- 街道:北関街道、東大街街道、漢中路街道、中山街街道、東関街道、鑫源街道、七里街道、竜江街道
- 鎮:鋪鎮、武郷鎮、河東店鎮、宗営鎮、老君鎮、漢王鎮、徐望鎮